# Lagoa de Barra Velha
A Lagoa de Barra Velha é uma lagoa que está localizada no estado brasileiro de Santa Catarina, no município de Barra Velha.
A lagoa está situada paralela ao mar, tem seis quilômetros de extensão, e forma uma península de 200 metros de largura, sendo ótima para a prática de esportes náuticos.
Ao final da lagoa avista-se a Barra da Lagoa, formada pelo encontro das águas do rio Itapocu, da lagoa e do mar. O local possui dunas de areias, com natureza exuberante e ideal para a pesca.